# Пока смертные спят
«Пока смертные спят» (англ. While Mortals Sleep) — собрание коротких рассказов фантаста Курта Воннегута, изданное в 2011 году. Третий посмертный сборник рассказов автора после сборников «Армагеддон в ретроспективе» и «Сейчас вылетит птичка!». Англоязычное издание содержит предисловие, написанное Дэйвом Эггерсом, и содержит иллюстрации самого Воннегута.
Список рассказов сборника:
1. Дженни (Jenny)
2. Эпизоотия (The Epizootic)
3. Сто долларов за поцелуй (Hundred-Dollar Kisses)
4. Попечитель (Guardian of the Person)
5. Рука на рычаге (With His Hand on the Throttle)
6. Девичье бюро (Girl Pool)
7. Руфь (Ruth)
8. Пока смертные спят (While Mortals Sleep)
9. Дотлел огарок (Out, Brief Candle)
10. Танго (Tango)
11. Бомар (Bomar)
12. Человек без единой поченьки (The Man Without No Kiddleys)
13. Мистер Зет (Mr. Z)
14. Лёгкие десять тысяч в год ($10,000 a Year, Easy)
15. Миллионы Килрейна (Money Talks)
16. Обманщики (The Humbugs)